# Акоста-и-Лара, Армандо
Армандо Мануэль Акоста-и-Лара Диас (исп. Armando Manuel Acosta y Lara Díaz; 5 марта 1920, Монтевидео — 14 апреля 1972, Монтевидео) — уругвайский профессор, праворадикальный политик и государственный деятель, заместитель министра внутренних дел в 1970—1972. Один из лидеров крайне правых сил, националист и антикоммунист. Идеолог и организатор эскадронов смерти — Националистической вооружённой обороны. Убит боевиками ультралевого движения Тупамарос.

## Биография

### Происхождение, профессура, взгляды
Родился в семье профессора архитектуры. Семейство Акоста-и-Лара принадлежит к традиционной элите уругвайского общества, обладает серьёзным влиянием в интеллектуальных, политических и предпринимательских кругах.
Армандо Акоста-и-Лара получил педагогическое образование, имел учёное звание профессора. Работал преподавателем. Состоял в партии Колорадо. Был сторонником лидера уругвайских правых сил Хорхе Пачеко. Политико-идеологически Армандо Акоста-и-Лара придерживался ультраправых антикоммунистических взглядов, близких к фалангизму.

### Назначение в МВД
Рубеж 1960—1970-х был отмечен острыми политическими конфликтами в уругвайской системе образования. В школах и вузах Монтевидео происходили столкновения между сторонниками коммунистов, социалистов, леворадикальных Тупамарос и активистами ультраправой молодёжи. Традиция университетской автономии препятствовала вмешательству в ситуацию официальных властей.
В феврале 1970 президент Хорхе Пачеко санкционировал вмешательство государственного образовательного агентства в кадровые вопросы Университета труда Уругвая. Основанием было названо предотвращение идеологизации образовательного процесса в прокоммунистическом духе. Был назначен ревизионный совет, в который включён, в частности, Армандо Акоста-и-Лара. Таким образом создавался прецедент расширения административных — а в перспективе и полицейских — прерогатив государства.
Армандо Акоста-и-Лара полностью поддерживал любые репрессивные меры против левых сил, Тупамарос и компартии. Такая позиция вполне совпадала с курсом президента Пачеко. Глава государства назначил Акосту-и-Лару заместителем министра внутренних дел Сантьяго де Брума Карбахаля. Заместитель сохранил должность и при замене министра на Данило Сену. Его функцией в МВД являлись курирование системы образования, реально — также карательная политика, координация силовых мероприятий против леворадикального подполья.
Особенность позиции Акосты-и-Лары заключалась в ставке на антикоммунистические гражданские движения. Подавление коммунизма и ультралевого терроризма Акоста-и-Лара считал делом не только государства, но и общества. В конкретных условиях Латинской Америки 1970-х годов это означало создание эскадронов смерти.

### Участник силового противоборства
Армандо Акоста-и-Лара выступил главным идеологом и стратегом уругвайских «эскадронов» — Националистической вооружённой обороны (DAN; так же Команды охоты на Тупамарос, CCT). Он активно содействовал формированию DAN, поддерживал постоянную связь с лидерами — ультраправыми активистами Мигелем Софией Абелейрой и Анхелем Кросой Куэвасом. Своими приказами замминистра направлял в распоряжение парагвайца Кросы Куэваса штатных сотрудников полиции и спецслужбы DNII для проведения спецопераций. Фактически являлся правительственным куратором и автором политической линии DAN.
С ведома и санкции замминистра Акосты-и-Лары «эскадроны» совершили ряд силовых акций — убийства видных тупамарос (Эктор Кастанетто, Иберо Гутьеррес, Абель Айяла, Хулио Эспосито, Мануэль Филиппини, Эберт Ньето), нападения на офисы компартии и Широкого фронта, избиения, взрывы, поджоги. Акоста-и-Лара фактически возглавлял фракцию уругвайского госаппарата, ориентированную на жёсткий курс.
Кроме того, Акоста-и-Лара участвовал в создании общественных организаций антикоммунистической направленности. Ключевой структурой такого рода являлось ультраправое движение Стойка уругвайской молодёжи (JUP). Были созданы также Движение нового поколения, Движение националистического возрождения, Уругвайское рабочее и студенческое национал-социалистическое движение, Восточная антикоммунистическая команда, организация католических фундаменталистов Традиция, семья, собственность.
1 марта 1972 Хуан Мария Бордаберри сменил Хорхе Пачеко на посту президента Уругвая. Новый глава государства тоже представлял правое крыло Колорадо и в принципе продолжал прежний курс. Однако он произвёл перестановки в правительстве, в том числе в руководстве МВД. Армандо Акоста-и-Лара оставил правительственную должность. Однако он продолжал восприниматься как идеолог и политический лидер крайне правых сил. Он пользовался авторитетом и популярностью в консервативных кругах. Левые же, особенно радикалы, относились к нему с ненавистью — прежде всего за его роль в DAN/CCT.

### Гибель и последствия
14 апреля 1972 боевики-тупамарос осуществили комплексную операцию из четырёх терактов в Монтевидео. Были убиты экс-замминистра Армандо Акоста-и-Лара, заместитель начальника DNII Оскар Делега, офицер полиции Карлос Лейтес, офицер военно-морской разведки Эрнесто Мотто. Все они не только занимали крайне правые позиции, но имели непосредственное отношение к «эскадронам смерти» DAN/CCT.
Убийство Армандо Акосты-и-Лары произошло в центре столицы, когда он выходил из своего дома. Стрельба из винтовок AR-15 и M1 Garand велась через окно второго этажа соседней методистской церкви. Меткие выстрелы были сделаны боевиком Самуэлем Бликсеном (впоследствии он отбыл 13 лет заключения). Акоста-и-Лара умер по дороге в военный госпиталь.
События 14 апреля 1972 года обозначили важный политический рубеж. Правительство Бордаберри получило основания для самых жёстких репрессий против своих левых противников — безотносительно к их причастности к терактам. Полицейские репрессии и террор DAN обрушились не только на Тупамарос и даже не только на коммунистов — но и на левоориентированные общественные движения, в том числе профсоюзы. Началась подготовка к государственному перевороту и скорому установлению «военно-гражданской диктатуры».

## Семья и выступление сына
Армандо Акоста-и-Лара был женат (Хульета Сусана Офелия Мартинес Акоста-и-Лара была ранена 14 апреля), имел двух сыновей и дочь.
В феврале 2011 Армандо Акоста-и-Лара Мартинес — сын Армандо Акосты-и-Лары Диаса обратился с открытым письмом к президенту Перу Алану Гарсии. Он критиковал перуанского президента за тёплый приём, оказанный его уругвайскому коллеге Хосе Мухике — бывшему тупамарос.
Особенные возражения вызвала характеристика Мухики как «борца за демократию». Акоста-и-Лара-младший напомнил, что Тупамарос стремились «уничтожить то, что они называли „буржуазной демократией“ и установить режим по образу и подобию кубинской диктатуры». Признавая, что Мухика подвергался репрессиям в период «военно-гражданской» диктатуры, автор письма указывает, что аресты тупамарос проводились до переворота 27 июня 1973 и мотивировались террористическими актами, в том числе убийством его отца.